# Водожук рудоногий
Водожук рудоногий (Hydrobius fuscipes) — вид водних жуків родини водолюбів (Hydrophilidae).

## Поширення
Палеарктичний вид. Поширений в Європі та Північній Азії, а також трапляється в Північній Америці. Живе у прогрітих стоячих водоймах і також переносять солону воду.

## Опис
Жуки досягають довжини тіла від 6 до 9 мм. Має подовжено-овальне тіло чорного кольору з бронзовим блиском. Булавоподібні вусики чорні, ніжки жовто-бурі, щупики червоно-бурі з темними кінцями. Надкрила мають по 10 поздовжніх смуг із дрібних точок, які потріскані та поглиблені до тилу. Кожний другий проміжок між смугами також має неправильні ряди більших крапок.